# Джованотті
Лоренцо Керубіні (сценічне ім'я Джованотті — італ. «Jovanotti») народився 27 вересня 1966 року у Римі. Італійський співак, репер, продюсер.

## Початок кар'єри
Його музикальні здібності проявилися в юнацтві, Лоренцо виступав як ді-джей та ведучий на дискотеках в римських нічних клубах і на столичному радіо.
Можливо, саме тому музика Джованотті наприкінці 80-х, на які припав його дебют, наповнена танцювальними міксами хіп-хопу і репом, що не було популярне серед італійських виконавців.
У несхожості та актуальності пісень, багато з яких носили соціальну спрямованість, напевно, і криється запорука успіху Лоренцо , якого можна назвати музичним революціонером у всіх сенсах цього слова. Згідно з однією з версій народження сценічного імені співака, ім'я Jovanotti виникло завдяки помилці конферансьє на одній з дискотек, де виступав Лоренцо. Замість придуманого ним псевдоніма — Joe Vanotti — було озвучено — Jovanotti. Лоренцо вирішив, що це доля, і став дотримуватися цього імені, під яким і вийшов в 1987 році його перший сингл — «Walking».
1988 — був опублікований його перший альбом «Jovanotti for President», хітом якого стала пісня «Gimme Five». Цей період в кар'єрі Лоренцо був насичений знаменними подіями. Він відразу став популярний. У цьому ж році Лоренцо пробує себе як телеведучого і письменника і засновує разом з директором радіо, на якому працював, і другом Клаудіо Чекеті, лінію одягу «Yo».
1989 — співак випустив альбом «La mia moto» з синглом під назвою «Vasco», таким чином віддаючи данину поваги Васко Россі, пісня була представлена на фестивалі Сан-Ремо в 1989 році.

## 1990—2000
1990 — Лоренцо випускає альбом «Giovani Jovanotti», з синглом багатим на легковажні тексти «Ciao Mamma», в якому починають з'являтися композиції, які передвіщають нову артистичну хвилю, такі як «Gente della notte». У наступних альбомах соціальна тематика превалювала: «Una tribù che balla» (1991) і «Lorenzo 1994».
У 1994 році почала роботу студія звукозапису Джованотті «Soleluna». Роком пізніше вийшов новий сингл, який мав величезний успіх, «L'ombelico del mondo», з яким Джованотті брав участь також у MTV Music Awards.
Альбом 1997 року, «L'albero», знову позначив зміну музичного стилю Джованотті, там домінували елементи етнічної музики. У той же період Лоренцо пробує себе як живописця, чиї твори були виставлені у «Brescia Music Art». Також він зіграв у фільмі «I Giardini dell'Eden» (укр. «Сади Едему») режисера Алессандро Д'Алатрі, взяв участь у двох триб'ют-альбомах англійських музикантів Роберта Уайатта і Джорджа Гершвіна, і взявся подорожувати по світу. 1998 року в книзі «Il grande boh !» були опубліковані оповідання про його подорожі. 
Того ж 1998 року у Лоренцо народилася дочка, і незабаром вийшов альбом «Capo Horn» (1999), хітом якого стала колискова «Per te».
1999 — під час війни у Косово, Джованотті співпрацює зі співаками П'єро Пелу з групи «Litfiba» і Лучіано Лігабуе у записі пацифістської пісні «Il mio nome è mai più», кліп якої зняв режисер Габріеле Сальваторес, а доходи від її продажу були направлені в благодійну організацію.
У жовтні 1999 року брав участь у телешоу італійського співака Адріано Челентано «Francamente me ne infischio».

## 2000—2010
2000 — Лоренцо брав активну участь у русі за списання боргів країн третього світу та на фестивалі Сан-Ремо виконав нову пісню, названу якраз «Cancella il debito» (укр. «Скасуй борг»). В альбомі 2002 року, «Il quinto mondo», Лоренцо балансує між двома полюсами лірики: піснями про кохання «Ti sposerò» і політичними та соціальними темами.
У 2003 році, під егідою своєї компанії звукозапису Джованотті розпочав проєкт альтернативної музики, під назвою «Колектив Soleluna — Рим, альтернативний проєкт», який мав великий успіх з піснею «A vida».
Того ж року бразильський артист італійського походження Франко Кава, перевів кілька пісень Джованотті і зробив до них нові аранжування, згідно з темпом і строєм бразильської музики, давши життя альбому «BossaJova». Альбом «Buon sangue» (2005) миттєво опинився на першому місці в хіт-параді, куди його підніс успіх синглів «Tanto» і «Mi fido di te».
2007 — Джованотті став співпродюсером групи «Negramaro» у записі нового диску «La finestra», склав і взяв участь у виконанні пісні «Cade la pioggia». Співпраця з «Negramaro» відновиться потім в альбомі «Safari», який буде записаний в студіях Кортони, Лос-Анджелеса, Мілана, Ганновера, Берліна й Ріо-де-Жанейро і буде визнаний альбомом 2008 року.
Також у 2007 році Джованотті написав для Адріано Челентано текст пісні «Aria… non sei più tu». 
У травні 2008 року сингл «Fango», у якому Джованотті співпрацював з гітаристом Беном Харпером, отримавши першу «Премію Могола» за найкращий пісенний текст року. Після вдалого турне Нью-Йорком влітку 2009 року. Лоренцо випустив CD + DVD, присвячений турне, під назвою «Oyeah», тільки для продажів у США і Латинській Америці. 
Наприкінці 2009 року Джованотті, разом з сімдесятьма іншими артистами взяв участь у записі подвійного диска, ремейка знаменитого альбому Клаудіо Бальоні «Questo piccolo grande amore», виконавши дуетом з Бальоні композицію «Con tutto il mio cuore». 
1 січня 2010 — виходить нова пісня Джованотті «Baciami ancora», що стала саундтреком однойменного фільму режисера Габріеле Сальватореса. Пісню відзначено престижною кінематографічною нагородою «Давид Донателло», у номінації «найкраща оригінальна звукова доріжка».

## Дискографія
- 1988 — Jovanotti for President
- 1989 — La mia moto
- 1990 — Giovani Jovanotti
- 1991 — Una tribù che balla
- 1992 — Lorenzo 1992
- 1994 — Lorenzo 1994
- 1997 — Lorenzo 1997 - L'albero
- 1999 — Lorenzo 1999 - Capo Horn
- 2002 — Lorenzo 2002 - Il quinto mondo
- 2005 — Buon sangue
- 2008 — Safari
- 2011 — Ora
- 2015 — Lorenzo 2015CC.[it]